# Лопатин, Вячеслав Михайлович
Вячесла́в Миха́йлович Лопа́тин (род. 4 мая 1984, Воронеж) — российский танцовщик, артист балета, Заслуженный артист Российской Федерации (2024). Солист Большого театра, с 2017 года — премьер. Дважды лауреат премии фестиваля «Золотая Маска». Супруг заслуженной артистки Российской Федерации балерины Анастасии Сташкевич.

## Биография
Вячеслав Лопатин родился в Воронеже, в детстве занимался спортивной гимнастикой. В 1994 году по совету тренера по хореографии поступил в Воронежское хореографическое училище, где его педагогами были Галина Попова и Анатолий Дубинин.
После окончания училища был приглашён на стажировку в Московскую государственную академию хореографии. Здесь его педагогом стал профессор Александр Бондаренко. В 2003 году принят в балетную труппу Большого театра. В 2002—2004 годах репетировал под руководством Валерия Анисимова, затем его педагогом-репетитором стал Борис Акимов. С 13 сентября 2011 года — ведущий солист, с 3 июля 2017 года — премьер Большого театра .
В 2011 году принял участие в совместном проекте Большого театра и калифорнийского Сегерстром-центра искусств «Отражения / Reflections», где исполнил номера Remansos на музыку Энрике Гранадоса (балетмейстер Начо Дуато) и па-де-труа на музыку Михаила Глинки (хореография Джорджа Баланчина). В том же году участвовал в международной программе «Kremlin Gala — Звёзды балета XXI века» в Кремлёвском дворце съездов.
Участник крупных фестивалей, в том числе Фестиваля классического балета имени Рудольфа Нуриева (Казань), исполнитель партии Базиля в балете «Дон Кихот» с труппой «Токио Балет» (Tokyo Ballet). Принимал участие в проекте Светланы Захаровой «MODANCE», представленном в Москве, Санкт-Петербурге, Лондоне и Пекине.
Участник ряда мировых премьер и первый исполнитель партий Дорна в балете «Чайка», Бегемота в балете «Мастер и Маргарита», Графини в балете «Пиковая дама», Ариэля в балете «Буря», Меркуцио в восстановленном балете «Ромео и Джульетта» Леонида Лавровского, Царя в балете «Конёк-Горбунок» в постановке Максима Петрова.
21 мая 2024 года президент России Владимир Путин подписал указ о присвоении Вячеславу Лопатину звания Заслуженного артиста Российской Федерации.

### Семья
- Отец — Михаил Иванович Лопатин, учитель физкультуры, сейчас пенсионер.
- Мать — Татьяна Михайловна Лопатина, инженер-технолог.
- Жена — Анастасия Сташкевич, прима-балерина Большого театра
- Сын[9]

## Репертуар

### Большой театр
2003
- Арлекин, «Щелкунчик» Юрия Григоровича
- Вставное па де де, «Жизель» Жюля Перро и Жана Коралли в редакции Юрия Григоровича

2004
- Па д’аксьон, «Жизель» Жюля Перро и Жана Коралли в редакции Владимира Васильева
- Юноши, «Сильфида» Августа Бурнонвиля, постановка Эльзы Марианны фон Розен
- Чиполлино, «Чиполлино» Генриха Майорова
- Испанская кукла; Щелкунчик-принц, «Щелкунчик» Юрия Григоровича
- Садовники**[10], «Сон в летнюю ночь» Джона Ноймайера

2005
- Па д’аксьон, «Дочь фараона» Пьера Лакотта
- Техник-наладчик*[11], «Болт» Алексея Ратманского
- Голубая птица, «Спящая красавица» Мариуса Петипа в редакции Юрия Григоровича
- Солист*, «Игра в карты» Алексея Ратманского
- Шут, «Лебединое озеро» Юрия Григоровича

2006
- Друзья Принца; солисты вальса, «Золушка» Юрия Посохова
- Друзья Бориса, «Золотой век» Юрия Григоровича
- «Тарантелла» Джорджа Баланчина

2007
- Солист*, Misericordes Кристофера Уилдона
- Солист, «В комнате наверху» Твайлы Тарп
- Золотой божок (вставной номер Николая Зубковского), «Баядерка» Мариуса Петипа в редакции Юрия Григоровича
- Ален, «Тщетная предосторожность» Фредерика Аштона, постановка Александра Гранта
- Танец невольников, «Корсар» Алексея Ратманского и Юрия Бурлаки по мотивам спектакля Мариуса Петипа
- Солист, «Класс-концерт» Асафа Мессерера

2008
- Джеймс*, «Сильфида» Августа Бурнонвиля в редакции Йохана Кобборга
- Конферансье, «Золотой век» Юрия Григоровича
- Жером, «Пламя Парижа» Алексея Ратманского с использованием хореографии Василия Вайнонена
- Пара в бордовом*, «Русские сезоны» Алексея Ратманского
- Па де труа, Большое классическое па из балета «Пахита», хореография Мариуса Петипа в редакции Юрия Бурлаки

2009
- Франц, «Коппелия» Мариуса Петипа и Энрико Чекетти в редакции Сергея Вихарева
- Базиль, «Дон Кихот» Мариуса Петипа и Александра Горского в редакции Алексея Фадеечева
- Актеон (pas de deux Дианы и Актеона в постановке Агриппины Вагановой), «Эсмеральда» Юрия Бурлаки по мотивам спектакля Мариуса Петипа

2010
- Меркуцио*, «Ромео и Джульетта» Юрия Григоровича[12]
- Петрушка, «Петрушка» Михаила Фокина в редакции Сергея Вихарева
- Колен, «Тщетная предосторожность» Фредерика Аштона, постановка Александра Гранта
- Солист**, «Рубины», «Драгоценности» Джорджа Баланчина
- Квинтет, Herman Schmerman Уильяма Форсайта

2011
- Люсьен, «Утраченные иллюзии» Алексея Ратманского
- Солист**, «Хрома[англ.]» Уэйна Макгрегора
- Голубая птица, «Спящая красавица» Мариуса Петипа в редакции Юрия Григоровича[12]

2012
- Модест Алексеевич, «Анюта» Владимира Васильева
- Филипп, «Пламя Парижа» Алексея Ратманского с использованием хореографии Василия Вайнонена
- «Изумруды» (pas de trois), «Драгоценности» Джорджа Баланчина
- Ведущая пара, «Классическая симфония» Юрия Посохова

2013
- Жених**, «Марко Спада» Пьера Лакотта

2014
- Граф N**, «Дама с камелиями» Джона Ноймайера
- Пётр, «Светлый ручей» Алексея Ратманского
- Гремио*, «Укрощение строптивой» Жан-Кристофа Майо
- Граф Альберт, «Жизель» Жюля Перро и Жана Коралли в редакции Юрия Григоровича

2015
- Йорик, «Гамлет» Раду Поклитару
- Старуха / Янко* (часть «Тамань»), Печорин (часть «Княжна Мери»), «Герой нашего времени» Юрия Посохова
- Пара в жёлтом, «Русские сезоны»

2016
- Беглец, «Ундина» Вячеслава Самодурова

2017
- Премьер, «Этюды» Харальда Ландера
- Пара в красном**, «Забытая земля» Иржи Килиана
- Ромео, «Ромео и Джульетта» Алексея Ратманского
- Ученик* / «Письмо к Руди*», «Нуреев» Юрия Посохова

2018
- Принц Дезире, «Спящая красавица» Мариуса Петипа в редакции Юрия Григоровича
- Рыбак, «Дочь фараона» Пьера Лакотта
- Две пары* и партия в балете, «Артефакт-сюита» Уильяма Форсайта
- Фокусник, «Петрушка» Эдварда Клюга

2019
- Лорд Вильсон / Таор, «Дочь фараона» Пьера Лакотта
- Флоризель, «Зимняя сказка» Кристофера Уилдона
- Солист III части, Солист I части, «Симфония до мажор» Джорджа Баланчина
- Оффенбах, «Парижское веселье» Мориса Бежара

2020
- Солист*, «Всего лишь» Симоне Валастро, программа «Четыре персонажа в поисках сюжета»

2021
- Ленский, «Онегин» Джона Крэнко
- Дорн*, «Чайка» Юрия Посохова
- Бегемот*, «Мастер и Маргарита» Эдварда Клюга

2022
- Солист (две ведущие пары), «Изумруды» Джорджа Баланчина
- Солист* (три ведущие пары), «Танцемания» Вячеслава Самодурова
- Солист (ведущая пара), «Сделано в Большом» Антона Пимонова
- Мазурка, op. 33, № 3, Вальс, op. 64, № 2, «Шопениана» Михаила Фокина в редакции Натальи Большаковой и Вадима Гуляева

2023
- Графиня*, «Пиковая дама» Юрия Посохова

2024
- Меркуцио, «Ромео и Джульетта» Леонида Лавровского в постановке Михаила Лавровского
- Ариэль, дух воздуха на службе у Просперо *, «Буря» Вячеслава Самодурова

2025
- Царь*, «Конёк-Горбунок» Максима Петрова

## Фильмография
- 2010 — «Щелкунчик» — Арлекин
- 2011 — «Коппелия» — Франц

## Звания и награды
- 2004 — лауреат Открытого конкурса артистов балета «Арабеск» в Перми (II премия, приз ОАО «Пермтурист» за лучшее исполнение номера в хореографии Дж. Баланчина и приз жюри прессы, учреждённый Союзом театральных деятелей России)
- 2009 — лауреат театральной премии «Золотая Маска», вместе с Натальей Осиповой (специальная премия жюри музыкального театра за лучший дуэт в балете «Сильфида», сезон 2007/08)[13]
- 2011 — премия «Звезда имени Ананиашвили», Тбилиси[14]
- 2013 — Заслуженный артист Республики Северная Осетия — Алания
- 2018 — лауреат театральной премии «Золотая маска» в номинации «Балет-современный танец/Мужская роль» (Ученик, «Нуреев»)[15]
- 2024 — Заслуженный артист Российской Федерации (21 мая 2024 года) — за большой вклад в развитие отечественной культуры и искусства, многолетнюю плодотворную деятельность[16]

### Видео
- Вячеслав Лопатин и Анастасия Сташкевич — «Монолог о себе» Телеканале Культура, 08.04.2011
- Вячеслав Лопатин и Екатерина Крысанова — па де де из балета «Дон Кихот» на сцене Palais Garnier, 14.05.2011